# Ciumulești
Ciumulești – wieś w Rumunii, w okręgu Suczawa, w gminie Vadu Moldovei. W 2011 roku liczyła 384 mieszkańców. 